# Хайнрих V фон Фюрстенберг-Филинген
Хайнрих V фон Фюрстенберг-Филинген (на немски: Heinrich V Graf von Fürstenberg-Villingen; * пр. 1322; † 30 ноември 1355/28 февруари 1358) е граф на Фюрстенберг-Филинген в Баден-Вюртемберг, господар на Хазлах, „заложител-господар“ на Триберг в Шварцвалд.

## Произход и наследство
Той е син на граф Готфрид фон Фюрстенберг-Филинген († 1341) и съпругата му Анна фон Монфор († 1373), дъщеря на граф Хуго IV фон Монфор-Фелдкирх († 1310) и Анна фон Феринген († сл. 1320). Брат е на Хуго фон Фюрстенберг-Филинген († 1371/1373), женен за Аделхайд фон Кренкинген († 1357/1359), Йохан III фон Фюрстенберг-Филинген († 1358/1365), Уделхилд фон Фюрстенберг († сл. 1373), омъжена за Хайнрих фон Блуменек († 1374), i Херцеланда (Ловелине) фон Фюрстенберг († 1362/1364), омъжена ок. 1348 г. за Улрих IV фон Раполтщайн († 1377).
Фюрстенбергите получават през 1283 г. Филинген от император Рудолф фон Хабсбург. През 1326 г. Филинген е продаден на Австрия.

## Фамилия
Хайнрих V фон Фюрстенберг-Филинген се жени пр. 1355 г. за Ирменгард фон Верденберг († сл. 28 февруари 1358), дъщеря на граф Хайнрих I фон Верденберг-Албек († 1332/1334) и Агнес фон Вюртемберг (1293 – 1349). Тя е внучка на граф Рудолф II фон Верденберг-Сарганс и маркграфиня Аделхайд фон Бургау († ок. 1307). Те имат една дъщеря:
- Елизабет, монахиня в Найдинген (1359)

Вдовицата му Ирменгард фон Верденберг се омъжва втори път пр. 13 юли 1371 г. за граф Ото II фон Хоенберг († 1379/1385).